# Aniversario de bodas
Un aniversario de bodas es la fecha en que se cumple un número de años exacto desde un suceso importante. Dentro de los aniversarios personales, la fecha de la boda es uno de los más populares, celebrándose como el comienzo de una nueva etapa en la vida y de un proyecto en común. Cada año, el aniversario de boda es un momento para recordar entre los contrayentes, siendo tradicional la entrega de un regalo o la realización de una actividad conmemorativa (como una cena fuera del hogar). Es habitual que los aniversarios se celebren en privado, excepto en los aniversarios n.º 25, 50 y 65, en que se realiza una fiesta con invitados. También es tradicional que los contrayentes reciban un regalo conmemorativo por parte de sus familiares y amigos. Para aquellos que profesan alguna religión, es costumbre que se lleve a cabo algún tipo de celebración según sus creencias. Por extensión, también se habla de bodas (de oro, de plata, etc.) respecto de los aniversarios de instituciones, eventos, o de la condición de una persona. Cabe destacar también que estas celebraciones no se limitan a matrimonios religiosos, eclesiásticos, o solamente a ceremonias oficiales; en la cultura occidental, especialmente, también abarcan los matrimonios legales o civiles, así como en la cultura oriental aplican para matrimonios espirituales.
Según la cantidad de años cumplidos desde el evento, se acostumbra en algunas civilizaciones ofrecer regalos de un material determinado. A medida que el tiempo avanza, los materiales de los son más duros, si se quiere, simbolizando la longevidad del vínculo a medida que transcurren los aniversarios de boda.
| Aniversario | Regalo tradicional |
| ----------- | ------------------ |
| 1           | Papel              |
| 2           | Algodón            |
| 3           | Cuero              |
| 4           | Lino               |
| 5           | Madera             |
| 6           | Hierro             |
| 7           | Lana               |
| 8           | Bronce             |
| 9           | Arcilla            |
| 10          | Aluminio           |
| 11          | Acero              |
| 12          | Seda               |
| 13          | Encaje             |
| 14          | Marfil             |
| 15          | Cristal            |
| 16          | Hiedra             |
| 17          | Alhelí             |
| 18          | Cuarzo             |
| 19          | Madreselva         |
| 20          | Porcelana          |
| 21          | Roble              |
| 22          | Cobre              |
| 23          | Agua               |
| 24          | Granito            |
| 25          | Plata              |
| 26          | Rosas              |
| 27          | Azabache           |
| 28          | Ámbar              |
| 29          | Granate            |
| 30          | Perla              |
| 31          | Ébano              |
| 32          | Cobre              |
| 33          | Estaño             |
| 34          | Amapola            |
| 35          | Coral              |
| 36          | Sílex              |
| 37          | Piedra             |
| 38          | Jade               |
| 39          | Ágata              |
| 40          | Rubí               |
| 41          | Topacio            |
| 42          | Jaspe              |
| 43          | Ópalo              |
| 44          | Turquesa           |
| 45          | Zafiro             |
| 46          | Nácar              |
| 47          | Amatista           |
| 48          | Feldespato         |
| 49          | Circón             |
| 50          | Oro                |
| 55          | Esmeralda          |
| 60          | Diamante           |
| 65          | Platino            |
| 70          | Titanio            |
| 75          | Brillantes         |
| 80          | Roble              |
| 85          | Mármol             |
| 90          | Granito            |
| 95          | Ónix               |
| 100         | Hueso              |

## Nombres de los aniversarios de boda
Existen desde que se instauró la tradición de entregar a los esposos un regalo en cada uno de sus aniversarios de boda. Cada año, los obsequios estaban confeccionados con diferentes materiales progresando desde los más frágiles hasta los más sólidos conforme iban pasando los años. De esta manera, se simbolizaba la mayor fortaleza de la relación.
Los nombres dados a dichos aniversarios proveen una guía para regalos apropiados o tradicionales que se dan los esposos uno al otro o, si existe una fiesta, estos regalos pueden ser dados por los invitados. Asimismo el nombre puede influir en el tema de decoración usado en la fiesta. Estos regalos pueden variar en diferentes países, aunque algunos aniversarios hacen referencia a materiales bien establecidos que ahora son comunes a la mayoría de los países, estos son: 1 de papel, 5 de madera, 10 de aluminio, 15 de cristal, 20 de porcelana, 25 de plata, 30 de perla, 35 de coral, 40 de rubí, 45 de zafiro, 50 de oro, 60 de diamante, y así según la lista mostrada más arriba.
La tradición se originó en la Alemania medieval, en la que si una pareja de casados lograban celebrar el vigésimo quinto aniversario de su boda, la esposa era presentada por sus amigos y vecinos con una corona de plata, en parte para felicitarlos por la buena fortuna de haber prolongado la vida de pareja durante tantos años, y en otra parte como reconocimiento al hecho de haber disfrutado de una relación armoniosa; en la celebración del quincuagésimo, la mujer recibía entonces una corona de oro. Estos aniversarios fueron desde entonces conocidos como las bodas de plata y el día de bodas de oro respectivamente. Con el pasar del tiempo el número de símbolos usados se ha incrementado y la tradición alemana de asignar regalos específicos que tienen conexión directa con cada una de las etapas de la vida se ha expandido por todo el mundo occidental.
Estaba prohibido regalar perlas a una novia, ya que representaban llanto en el matrimonio. Exhibir perlas el día de la boda era señal de mala suerte, ya que las perlas se parecían a las lágrimas, por lo que la gente creía que la novia lloraría durante todo su matrimonio. En cambio se creía que regalar diamantes, por su pureza y dureza, daba buena suerte.